# 김재룡 (정치인)
김재룡(金才龍, 1959년~ )은 조선민주주의인민공화국의 정치인이다.조선민주주의인민공화국 국무위원회 위원 조선민주주의인민공화국 내각 총리 겸 조선로동당 중앙위원회 위원, 당 중앙군사위원회 위원 조선민주주의인민공화국 국무위원회 위원이다.

## 경력
평안북도 당위원회 비서를 거쳐 자강도 당위원회 비서를 지낸 후 2015년 2월 자강도 당위원회 책임비서에 올랐다. 2016년 5월, 조선로동당 제7차 대회에서 조선로동당 중앙위원회 위원에 임명되었다. 2016년 6월 강원도 당위원회 위원장에 선출되었다. 2019년 4월 조선민주주의인민공화국 내각 총리로 선출되었다.

## 기타
2018년 8월 김영춘 사망 당시에 국가장의위원회 위원을 맡았다.